# Bagà (kommun)
Bagà är en kommun i Spanien.   Den ligger i provinsen Província de Barcelona och regionen Katalonien, i den nordöstra delen av landet, 500 km öster om huvudstaden Madrid. Antalet invånare är 2 396. Arean är 43 kvadratkilometer. Bagà gränsar till Castellar de n'Hug, Das, Gisclareny,  Guardiola de Berguedà, Urús, Alp, Montellà i Martinet, Saldes, Josa i Tuixén och Bellver de Cerdanya.
Terrängen i Bagà är kuperad åt sydväst, men åt nordost är den bergig.